# Молчанов-Сибирский, Иван Иванович
Ива́н Ива́нович Молча́нов-Сиби́рский (настоящая фамилия — Молчанов; 1 мая 1903, Владивосток — 1 апреля 1958, Иркутск) — советский поэт и прозаик, детский писатель, журналист, военный корреспондент.
Общественный деятель, участник Великой Отечественной войны. Организатор литературных сил Восточной Сибири. Один из создателей, руководителей Иркутского отделения Союза писателей. Член Союза писателей СССР (1934). Главный редактор альманаха «Новая Сибирь». Кавалер орденов «Красной Звезды» и «Знак Почёта».

## Биография
Родился 1 мая 1903 во Владивостоке в семье военного моряка-баталёра канонерской лодки «Кореец». В 1905 году его семья переехала в г. Иркутск.
В 1914 году поступил в гимназию. В 1918 году поступил и затем окончил два класса Иркутского технического училища.
В 1920 году начал работать в Иркутском депо помощником слесаря. В 1921 году поступил в Иркутский политехникум на химическое отделение, где обучался до 3-го курса, а затем был переведён в Красноярский техникум путей сообщения.
С 1924 года работал пропагандистом в Ленинско-Свердловском райкоме партии, инспектором профобразования на железной дороге. В 1925 году Иван Молчанов был призван на службу в ряды Советской Армии. В 1927 году вступил в ряды ВКП(б) и поступил в Иркутский государственный университет на факультет права и местного хозяйства, который окончил в 1930 году как факультет советского строительства.
С 1930 года работал в газете «Советская Сибирь». В 1932—1933 работал в краевом издательстве и редакции журнала «За большевистские темпы».
В 1938, с мая по декабрь 1939 года служил в рядах Советской Армии (Монголия, Хасан), работал в газете «На боевом посту».
В годы Великой Отечественной войны, с 1941 по 1946 год нёс службу в рядах Советской Армии на Дальневосточном фронте в качестве военного корреспондента газет «На боевом посту», «Героическая красноармейская».
В 1933 году был избран ответственным секретарём Иркутского отделения Союза советских писателей. С декабря 1938 года по май 1939 года работал в Иркутском отделении Союза писателей. С 1946 года был консультантом в Иркутском отделении Союза советских писателей. С 1947 по 1958 год — ответственный секретарь Иркутского отделения Союза советских писателей.
Делегат Первого (1934) и Второго съезда писателей СССР (1954). Депутат областного Совета депутатов трудящихся.
Дважды был женат. В семье Молчановых было 6 детей, три дочери и три сына.
1 апреля 1958 года умер в Иркутске. Похоронен на Глазковском кладбище в районе улицы 4-я Железнодорожная Свердловского округа г. Иркутска. На могиле установлена глыба мрамора с надписью «Поэт Иван Иванович Молчанов-Сибирский».

## Творчество
Остановись и шапку скинь, прохожий:

В чужом краю, где степь гудит, пыля,

Лежит солдат… Ему была дороже

Всего на свете русская земля.
— И. И. Молчанов-Сибирский. Степей усталых бесконечность
В 1923 году было создано ИЛХО — Иркутское литературно-художественное объединение, в которое вошли Иосиф Уткин, Валерий Друзин, Джек Алтаузен, Иван Молчанов.
В 1923 году в журнале «Красные зори» были напечатаны первые стихи (под псевдонимом — Олег Имов). Печатался в коллективных сборниках, журналах «Сибирские огни», «Будущая Сибирь», «Новая Сибирь», газетах «Правда», «Литературная газета» и других периодических изданиях.
В 1932 году вышла первая книга стихов «Покорённый Согдиондон».
В 1934 году был принят в члены Союза писателей СССР.
В 1933 году под руководством Ивана Молчанова-Сибирского был создан первый в стране пионерский творческий коллектив «База курносых», написавший и проиллюстрировавший книгу «База курносых: Пионеры о себе». Книга была издана (1934) и отправлена в Москву, Максиму Горькому. В августе 1934 года, ребят премировали поездкой в Москву и пригласили на открытие Первого съезда писателей СССР. 19 августа 1934 года произошла встреча авторов «Базы курносых» и Ивана Молчанова-Сибирского с Максимом Горьким на его даче в Горках. После пионеры написали вторую книгу «В гостях у Горького», книга была издана в Иркутске в 1936 году, а в 1962 году была переиздана вместе с «Базой курносых». В 1987 году вышла третья книга «Это в сердце было моём. Рассказывают курносые».
Только с 1932 по 1961 годы в Москве, Ленинграде, Иркутске, Красноярске, Новосибирске, Чите, Чебоксарах, Хабаровске было издано более тридцати книг — сборники стихов, проза, произведения для детей — общим тиражом около 1 миллиона экземпляров.
Произведения Ивана Молчанова-Сибирского переведены на чувашский язык.

## Избранная библиография
- Сверстники: Стихи иркутских поэтов. — Иркутск: Иркутск. ассоц. пролетарск. писат., 1930. — 62 с. — тираж 1 500 экз.
- Покорённый Согдиондон. Первая книга стихов. — Иркутск: ОГИЗ, 1932. — 80 с. — тираж 2 150 экз.
- Лисёнок-Тумай. — Иркутск — М., 1934.
- Костёр: Стихи. — Чита, 1949.
- Письмо из тайги: Стихи. — М.: Советский писатель, 1951. — 111 с.
- Лодка-мореходка: Стихи. — Иркутск: ОГИЗ, 1951. — 39 с. — тираж 15 000 экз.
- Зорька: Стихи. — Красноярск, 1951. — 80 с. — тираж 30 000 экз.
- Здравствуй, лагерь! Стихи. — Новосибирск, 1951. — 39 с. — тираж 25 000 экз.
- В школе и дома: Стихи. — Новосибирск, 1951. — 40 с. — тираж 75 000 экз.[4]
- Белкин дом. — Иркутск: ОГИЗ, 1953. — 36 с. — тираж 60 000 экз.
- Живой уголок: Стихи. — Красноярск, 1953. — 48 с. — тираж 20 000 экз.
- Таёжная тропинка. — Хабаровск: Кн. изд-во, 1953. — 32 с. — тираж 30 000 экз.
- В школе и дома: Стихи. Изд. 2-е — Новосибирск, 1954. — 40 с. — тираж 75 000 экз.[5]
- Таёжница: Стихи. — М. — Л.: Детгиз, 1954. — 40 с. — тираж 35 000 экз.
- Стихи для маленьких. — Чита, 1954. — 16 с. — тираж 30 000 экз.
- Медвежонок на палубе: Рассказы. — Иркутск: Кн. изд-во, 1955. — 80 с. — тираж 100 000 экз.[6]
- Ёлка — зелёная иголка: Стихи. — Иркутск: Кн. изд-во, 1957. — 39 с. — 110 000 экз.[7]
- Акимкина маёвка: Повесть. — Иркутск, 1958.
- Иринка: Рассказы для млад. школьного возраста. — Чебоксары: Чувашгосиздат, 1959. — 27 с. — на чуваш. яз.
- Иринка: Повесть. — Новосибирск, 1961.
- Белкин дом: Стихи. — Иркутск: Вост.-Сиб. кн. изд-во, 1969. — 16 с. — тираж 100 000 экз.[8]
- Моё предместье: Стихи, рассказы, очерки, письма. — Иркутск: Вост.-сиб. кн. изд-во, 1985. — 256 с., ил.
- Дяди Ванин туесок. — Иркутск, 2003.

Антологии
- Антология сибирской поэзии / Под общ. ред. Сергеева М. — Иркутск: Вост.-Сиб. кн. изд-во, 1967. — тираж 25 000 экз. — С. 289—290.
- Сибирские строки: Русские и советские поэты о Сибири / Сост. А. Преловский. — М.: Мол. гвардия, 1984. — тираж 50 000 экз. — С. 122.
- Антология иркутской поэзии. XX век: Стихи / Сост. Козлов В. — Иркутск: Сибирь, Иркутский писатель, 2000. — тираж 1 000 экз. — С. 18—35.
- Русская сибирская поэзия. Антология XX век: Стихи / Сост. Бурмистров Б. В. — Кемерово, 2008. — тираж 1 100 экз. — ISBN 5-86338-055-1. — С. 258—259.

## Награды
- Орден «Красной Звезды» (1945)
- Орден «Знак Почёта» (1953)
- Монгольский орден (1945)
- медали «За победу над Германией», «За победу над Японией»

## Память
- В 1961 году имя Ивана Молчанова-Сибирского было присвоено Иркутской областной государственной универсальной научной библиотеке[9].
- Именем Ивана Молчанова-Сибирского названа улица в Иркутске[9].
- В Иркутске в память об Иване Молчанове-Сибирском установлены мемориальные доски на доме, где он жил, а также на здании, где он начинал свою трудовую деятельность[10].
- В Иркутске в память о первом в стране пионерском творческом коллективе «База курносых», которым руководил Иван Молчанов-Сибирский, установлена мемориальная доска[11].
- В 2003 году 100-летнему юбилею Ивана Молчанова-Сибирского был полностью посвящён журнал «Библиотечный вестник Прибайкалья» (№ 1).
- В 2010 году вышла телевизионная передача «Как слово наше отзовётся», посвящённая Ивану Молчанову-Сибирскому (автор и ведущий — Владимир Скиф, режиссёр — Марина Аристова) в рамках совместного проекта регионального отделения Союза писателей, Областного телевидения и Министерства культуры и архивов Иркутской области, который включает цикл из 12 телепередач о писателях, оставивших заметный след в сибирской, русской литературе[12].

## Интересные факты
- «База курносых» — первая детская коллективная книга советского времени[13].
- Иван Молчанов-Сибирский жил в одном доме с писателями Константином Седых, Анатолием Шастиным и поэтессой Еленой Жилкиной[14].
- Иван Иванович Молчанов-Сибирский — один из персонажей фантастического романа Андрея Лазарчука и Михаила Успенского «Посмотри в глаза чудовищ» (1997).
- Молчановка — народное название Иркутской областной государственной универсальной научной библиотеки им. Молчанова-Сибирского[15].
- Иван Иванович Молчанов-Сибирский является тестем писателя Валентина Распутина и поэта Владимира Скифа.

В доме, где жил поэт в Иркутске, открыли одноимённый «Молчанов Бар».